# تنگه ابوقریب (فیلم)
تنگهٔ ابوقریب فیلمی به نویسندگی و کارگردانی بهرام توکلی با تهیه‌کنندگی سعید ملکان و محصول سازمان هنری رسانه‌ای اوج در سال ۱۳۹۶ است. نخستین نمایش این فیلم در جشنوارهٔ فیلم فجر بود. این فیلم یکی از سه فیلمی است که سازمان اوج در سی‌وششمین جشنوارهٔ فیلم فجر و در کنار فیلم‌های به وقت شام و سوء تفاهم اکران شد. تنگهٔ ابوقریب در کنار مغزهای کوچک زنگ‌زده با یازده نامزدی سیمرغ بلورین پیشتاز جشنوارهٔ سی‌وششم شدند. این فیلم با دریافت شش سیمرغ بلورین بیشترین سیمرغ را از سی‌وششمین دورهٔ جشنوارهٔ فیلم فجر دریافت کرده‌است.
تولید فیلم سینمایی تنگهٔ ابوقریب از اواسط شهریور سال ۹۶ آغاز شد. بعد از اتمام نگارش فیلمنامه، کار انتخاب عوامل پشت دوربین آغاز شد. بعد از آن نیز کار انتخاب بازیگران انجام شد و فیلم جلوی دوربین رفت. کار تصویربرداری این فیلم در شهرک سینمایی دفاع مقدس، خرمشهر، اندیمشک و دزفول انجام شده و فیلمبرداری آن بعد از حدود ۲ ماه از آذر ماه به پایان رسید. امیرحسین قاسمی صداگذاری و حامد ثابت آهنگسازی تنگهٔ ابوقریب را بر عهده داشتند. این فیلم در سی‌وششمین دورهٔ جشنوارهٔ فیلم فجر افزون‌بر تهران، ۱۵ بهمن ۹۶ در تبریز نیز به نمایش درآمد.

## خلاصهٔ داستان
این فیلم که بر اساس واقعیت است، روایتی است از دفاع گردان عمار یاسر لشکر ۲۷ محمد رسول‌الله در برابر لشکرکشی رژیم بعث در موقعیت تنگهٔ استراتژیک ابوقُرَیب دهلران و حمله به فَکّه و شرهانی، در روزهای پایانی جنگ. عراقی‌ها باید از سد یک پایگاه که شکل تنگه است عبور کنند که با مقاومت شدید نیروهای ایرانی روبه‌رو می‌شوند.

## بازیگران
| بازیگر         | نقش      |
| -------------- | -------- |
| جواد عزتی      | مجید     |
| حمیدرضا آذرنگ  | خلیل     |
| امیر جدیدی     | حسن      |
| مهدی پاکدل     | رضا      |
| علی سلیمانی    | عزیز     |
| مهدی قربانی    | علی      |
| یدالله شادمانی | حبیب آقا |
| بانیپال شومون  | امیرحسین |

## جوایز
| رشته              | نامزد       | نتیجه    |
| ----------------- | ----------- | -------- |
| بهترین فیلم       | سعید ملکان  | پیروز    |
| بهترین کارگردان   | بهرام توکلی | پیروز    |
| بهترین بازیگر مرد | جواد عزتی   | نامزدشده |
| بهترین فیلمنامه   | بهرام توکلی | نامزدشده |

| رشته                          | نامزد                                            | نتیجه    |
| ----------------------------- | ------------------------------------------------ | -------- |
| بهترین فیلم                   | سعید ملکان                                       | پیروز    |
| بهترین کارگردانی              | بهرام توکلی                                      | پیروز    |
| بهترین بازیگر نقش اول مرد     | امیر جدیدی                                       | پیروز    |
| بهترین چهره پردازی            | سعید ملکان                                       | پیروز    |
| بهترین جلوه‌های ویژه میدانی    | محسن روزبهانی                                    | پیروز    |
| بهترین جلوه‌های ویژه بصری      | حسن ایزدی، جواد مطوری، محمد برادرانمحسن خیرآبادی | نامزدشده |
| بهترین فیلمبرداری             | حمید خضوعی ابیانه                                | نامزدشده |
| بهترین صدابرداری              | رشید دانشمند                                     | نامزدشده |
| بهترین طراحی صحنه             | محمدرضا شجاعی                                    | نامزدشده |
| بهترین موسیقی متن             | حامد ثابت                                        | نامزدشده |
| بهترین صداگذاری و میکس        | امیرحسین قاسمی                                   | نامزدشده |
| بهترین فیلم از نگاه تماشاگران | سعید ملکان                                       | مساویدوم |

## نقد فیلم
این فیلم در سال ۱۴۰۱ در نظرسنجی ماهنامه فیلم به عنوان یکی از ده فیلم برتر جنگی تاریخ سینمای ایران انتخاب شده است.
به گزارش خبرگزاری مهر، یکی از منتقدان سینما، معتقد است که سبک و اجرای فیلم شبیه به آثار مستقل سینمای آمریکا (خصوصا فیلم‌هایی مانند «قفسه رنج» از کاترین بیگلو) ساخته شده‌است و کارگردان توانسته‌است تصویری بدون شعارزدگی را با آدم‌ها و قهرمان‌های زمینی و سمپاتیک از سربازان جنگ نشان دهد. به نظر او در «تنگه ابوقریب» تصویر جدید، واقعی و قابل باوری از جنگ ارائه شده که بیننده عام و خاص را تحت تأثیر قرار می‌دهد. او در ادامه بررسی و نقد فیلم چنین آورده است: «فیلمساز با وجود خلق لحظات و فضاهای تأثیرگذار و واقعی خیلی نتوانسته به آدم‌ها و درون‌شان نزدیک شود و کاراکترهای فیلم را به تماشاگر معرفی و نزدیک کند.» به اعتقاد تقی زاده، این فیلم تجربه نو و تازه‌ای به لحاظ دیداری برای تماشاگران است و توکلی با کارگردانی موفق، لحظات پر التهاب و نفس‌گیر جنگ هشت ساله را برای برای نسل‌های جدید ملموس کند.